# لیبرمن-شوینی
شهر لیبرمن-شوینی (به فرانسوی: Libramont-Chevigny) در شهرستان نوفشتو (بلژیک)  در استان لوکزامبورگ  در منطقه فدرال والوون در کشور بلژیک واقع شده‌است.